# Abdulmohsen Al-Qahtani
Abdulmohsen Al-Qahtani (in arabo عبدالمحسن القحطاني‎?; 5 giugno 1999) è un calciatore saudita, centrocampista dell'Al-Riyadh.

## Carriera

### Club
Ha giocato nella prima divisione saudita.

### Nazionale
Con la nazionale Under-20 saudita ha preso parte al campionato mondiale di calcio Under-20 2019. Nel medesimo anno ha anche esordito in nazionale maggiore.

## Palmarès
- Coppa d'Asia Under-19: 1

2018